# نيك دوغرتي
نيك دوغرتي (بالإنجليزية: Nick Dougherty)‏ هو لاعب غولف بريطاني، ولد في 24 مايو 1982 في ليفربول في المملكة المتحدة.

## وصلات خارجية
- الموقع الرسمي
- نيك دوغرتي على موقع رابطة أوروبا للاعبي الغولف المحترفين (الإنجليزية)
- نيك دوغرتي على موقع رابطة اليابان للاعبي الغولف المحترفين (الإنجليزية)
- نيك دوغرتي على موقع التصنيف العالمي الرسمي للغولف (الإنجليزية)